# Salatrim
El Salatrim (denominado también Benefat) es un sucedáneo del aceite que se emplea como substituto de algunas grasas alimentarias (al igual que otros sucedáneos como el Caprenin y el Bohenin). Consiste en un triglicérido sintético (TAG), El nombre 'salatrim' es un acrónimo del inglés  short- and long-chain acyl tryglycerid molecule, es una familia de triglicéridos estructurados. La molécula emplea un ácido graso de cadena corta, como puede ser el ácido propiónico, el butírico y un ácido graso de cadena larga como puede ser el ácido esteárico. Debido a la baja absorción por parte del intestino humano de este ácido esteárico, la densidad calórica es de 6 kcal por gramo (inferior a los 9 kcal/gramo de las grasas habituales). Al igual que el caprenin, este sucedáneo de aceite no debe ser usado en las frituras debido a su inestabilidad ante fuentes de calor. Suele emplearse como substituto de la manteca de cacao en la elaboración del chocolate. 

## Regulación
Mediante la Decisión 2003/867/CE de la Comisión, de 1 de diciembre de 2003, se ha autorizado la comercialización de salatrim como nuevo ingrediente alimentario para su utilización en productos de panadería y confitería, con arreglo al Reglamento (CE) n.º 258/97 del Parlamento Europeo y del Consejo, de 27 de enero de 1997, sobre nuevos alimentos y nuevos ingredientes alimentarios, cuya última modificación la constituye el Reglamento (CE) n.º 1882/2003 del Parlamento Europeo y del Consejo, de 29 de septiembre de 2003.